# كيتلين لوتيرمان
كيتلين لوتيرمان بازو (من مواليد 1994 من مدينة سانتا ريتا) عارضة أزياء باراغواينية وحاملة لقب ملكة جمال التي توج ريناس دي بيليزا ديل باراغواي 2019 وسيمثل بلدها باراجواي في مسابقة ملكة جمال الكون 2019.

## روابط خارجية
- Official Nuestra Belleza Paraguay website
- كيتلين لوتيرمان على إنستغرام

| الجوائز و الإنجازات | الجوائز و الإنجازات      | الجوائز و الإنجازات |
| ------------------- | ------------------------ | ------------------- |
| سبقه Belén Alderete | ملكة جمال باراغواي ‏ 2019 | تبعه TBD            |